# 座喜味盛秀
座喜味親方盛秀（ざきみうぇーかたせいしゅう、1699年11月11日 - 1766年3月9日）は、琉球王国の官僚。唐名は毛恭倹を名乗った。
毛氏座喜味殿内と称される貴族家系の4代目当主。
1737年、八重山の船が肥前国沖で難破し、佐賀藩によって乗組員が救助されたという一件があり、座喜味は同年日本に謝恩使として派遣された。  
1750年から1752年にかけては、三司官を務めた 。